# Pierre Basile
Pour les articles homonymes, voir Basile.
Pierre Basile est, selon les chroniqueurs Roger de Wendover et Bernard Itier, bibliothécaire de l'abbaye Saint-Martial de Limoges, le chevalier limousin qui blessa mortellement Richard Cœur de Lion lors du siège du château de Châlus-Chabrol le 26 mars 1199 d'un carreau d'arbalète qui atteignit le roi d'Angleterre à la base du cou.

## Biographie
Pierre Basile est né en Dordogne, à Firbeix, une commune française proche de Châlus.
Sa vie n'est mentionnée dans les chroniques médiévales qu'à l'occasion de la mort de Richard Cœur de Lion.
On raconte que Richard retira lui-même la flèche fichée dans son épaule. Mais la flèche se brisa et la pointe resta dans le corps du roi. Le chirurgien de Mercadier fouilla les chairs, trouvant difficilement le métal. La plaie se gangrena et Richard Cœur de Lion rendit l'âme quelques jours plus tard au château de Châlus, le 6 avril 1199, auprès de sa mère Aliénor d'Aquitaine, qui malgré son âge, était venue de Fontevraud pour recevoir les dernières volontés de son fils.
Pierre Basile aurait été pardonné par Richard pour sa bravoure, selon certains auteurs dont le chroniqueur Roger de Wendover,. Malgré ce pardon, Mercadier, fidèle capitaine de Richard, l'aurait fait écorcher vif puis pendre. Des recherches historiques, et notamment la découverte d'un acte daté de 1239 relatif à sa succession, laissent cependant à penser que Pierre Basile vécut assez longtemps après son exploit de 1199.
Lors du siège du château de Châlus-Chabrol, Pierre Basile était accompagné d'un autre chevalier limousin, Pierre Brun, seigneur de Montbrun, château proche de Châlus, situé sur la commune voisine de Dournazac.

## Honneurs posthumes
- Une rue de Châlus, située au Bosfranc, à proximité du château de Châlus-Chabrol, porte son nom.
- Une bande dessinée de Pascal Jourde, intitulée La Mort du Lion et éditée par Lucien Souny, retrace une vie romancée de Pierre Basile[7].

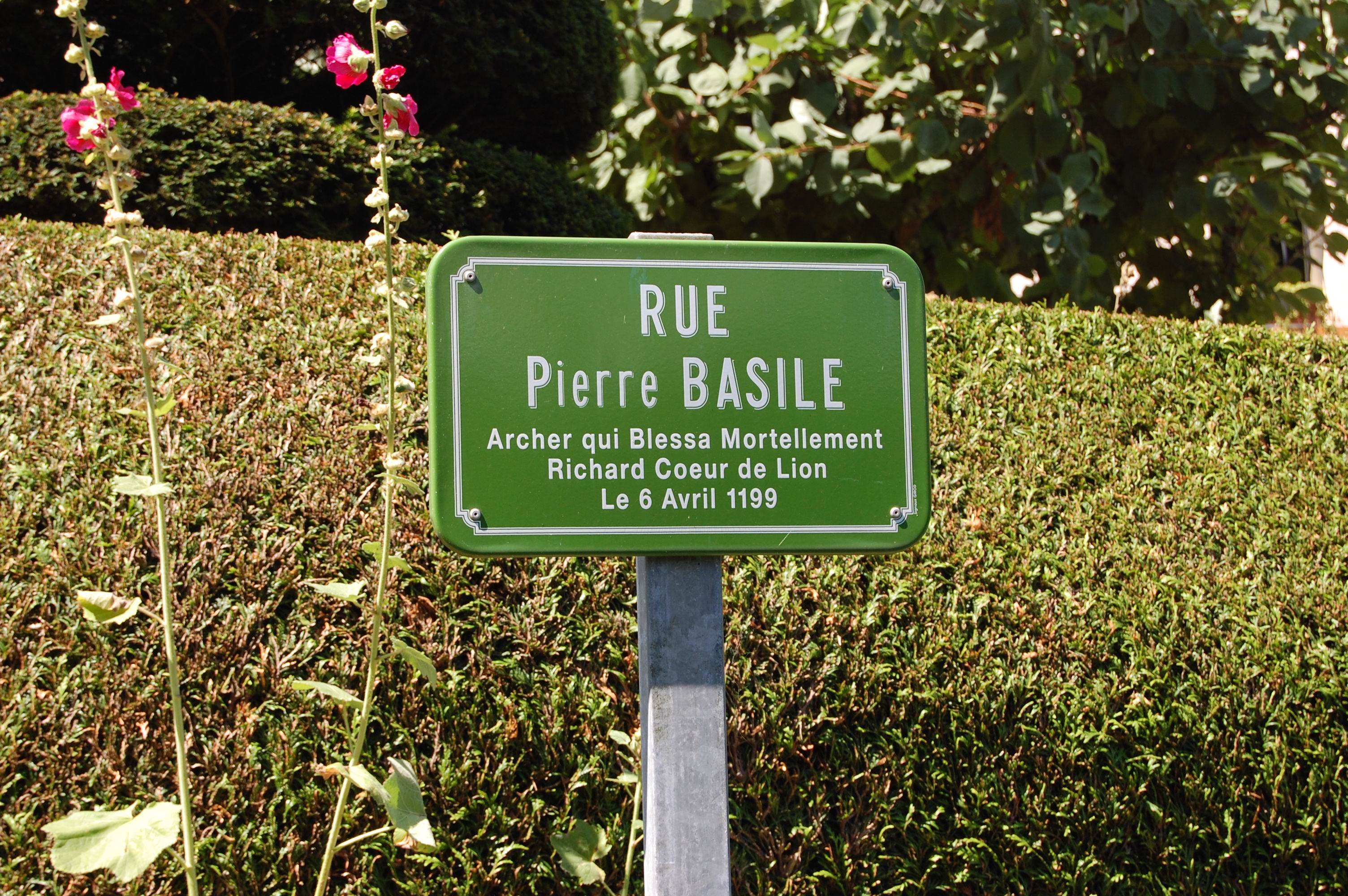
Rue Pierre Basile menant au château de Châlus Chabrol
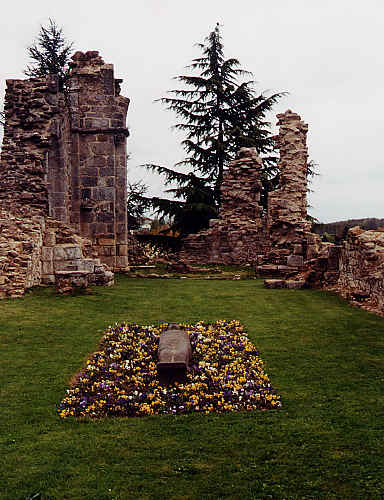
Gisant de Richard à Châlus Chabrol
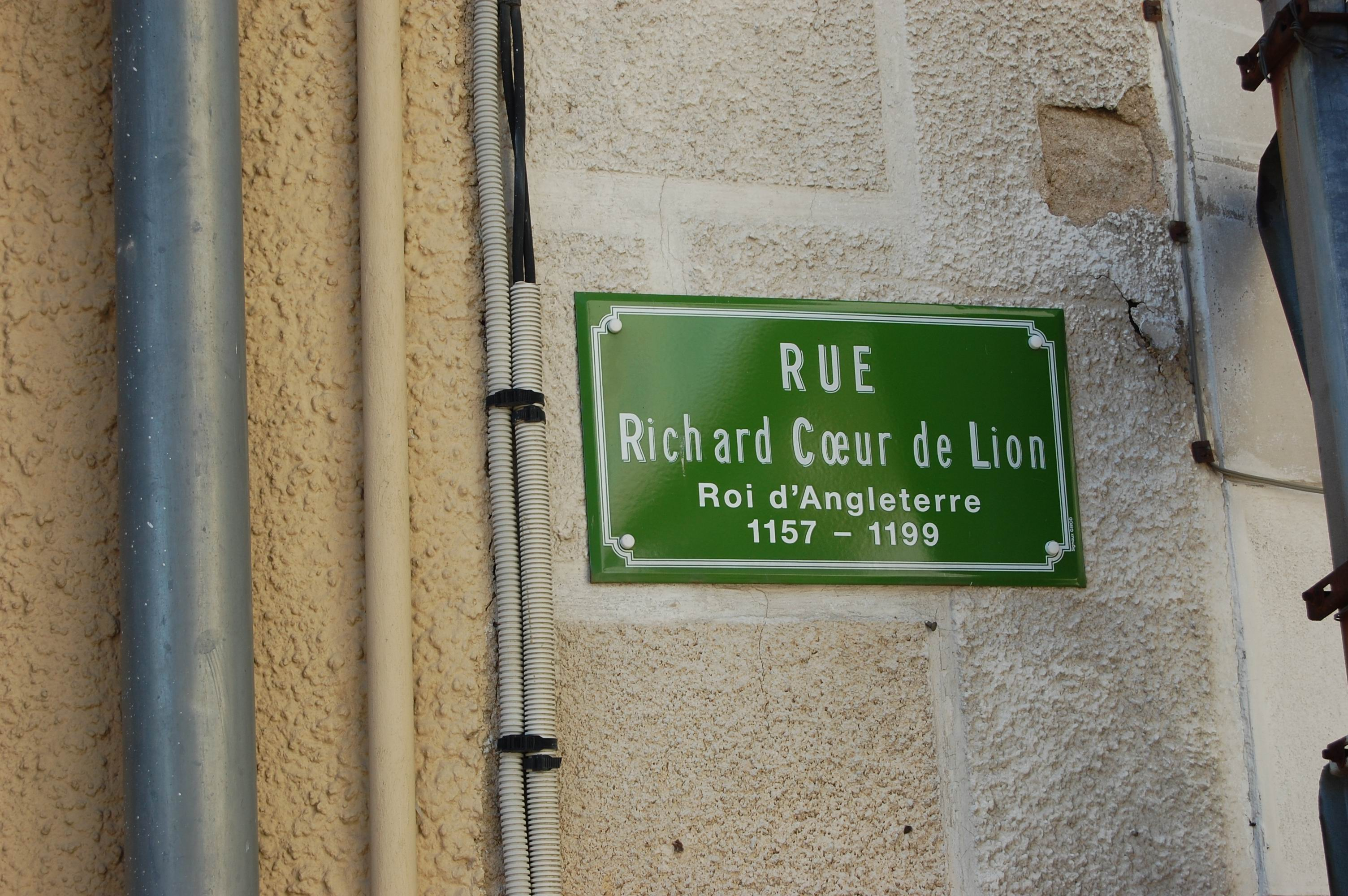
Rue Richard Cœur de Lion menant à Châlus Maulmont